# Cassidy Freeman
Cassidy Freeman est une actrice américaine née le 22 avril 1982 à Chicago, dans l'Illinois (États-Unis).

## Biographie
Elle est diplômée de l'école latine de Chicago, puis de Middlebury College avec des cours de Théâtre et espagnol.
Elle a deux frères, Clark Freeman, musicien et acteur, (avec qui elle a joué dans Le Chemin sans retour) et Crispin Freeman, acteur lui aussi. Elle a d'ailleurs participé à leur groupe musical : The Real D Coy.
Elle est une membre active de l'association "Heal The Bay" qui contribue à la sauvegarde de la côte Ouest des États-Unis. Elle aime la nature, notamment les animaux. Elle a un chien nommé Shasta Distel.

## Filmographie

### Cinéma

#### Longs métrages
- 2007 : Finishing the Game : The Search for a New Bruce Lee de Justin Lin : Shirley
- 2010 : Le Chemin sans retour (YellowBrickRoad) de Jesse Holland et Andy Mitton : Erin Luger
- 2013 : Brahmin Bulls de Mahesh Pailoor : Ellie
- 2014 : Don't Look Back de William Dickerson : Peyton Lake
- 2015 : We Go On de Jesse Holland et Andy Mitton : Charlotte jeune
- 2016 : Cortez de Cheryl Nichols : Rosie
- 2016 : Fender Bender de Mark Pavia : Jennifer
- 2021 : American Nightmare 5 : Sans Limites (The Forever Purge) : Cassidy Tucker

#### Courts métrages
- 2006 : Razor Sharpe de Marcus Perry : Veronica Sharpe
- 2006 : Clock de Noah Harald
- 2007 : Once Upon a Time de Sarah Moshman : Jill
- 2008 : Starlet de Noah Harald : Courtney
- 2009 : Shades of Grey de Sharon Hill : Lisa
- 2009 : You've Reached Richarde & Gribbeen de Ben Peyser : Theresa
- 2012 : Guitar Face de Christopher Hanada et Tanner Kling : Hope
- 2013 : One Last Look d'Annabel Teal : Kate
- 2021 : Jesse's Girl de M. Keegan Uhl : Julia

### Télévision

#### Séries télévisées
- 2008 : Cold Case : Affaires classées (Cold Case) : Laura McKinney
- 2008 - 2011 : Smallville : Tess Mercer / Lutessa Lena Luthor
- 2009 : Les Experts (CSI : Crime Scene Investigation) : Officier Donna Grayson
- 2011 : Les Experts : Manhattan (CSI : NY) : Devon Hargrove
- 2011 : The Playboy Club : Frances Dunhill
- 2012 : Les Experts : Miami (CSI : Miami) : Connie Jaden
- 2012 : Vampire Diaries : Sage (saison 3, épisodes 16, 17 et 18)
- 2012 - 2017 : Longmire : Cady Longmire
- 2013 : Once Upon a Time : Jack
- 2016 : NCIS Enquêtes Spéciales (NCIS) : Eva Azarova
- 2016 : NCIS : Nouvelle-Orléans (NCIS : New Orleans) : Eva Azarova
- 2016 : Stitchers : Ellie
- 2017 : Doubt : Affaires douteuses (Doubt) : Abby Buris
- 2019 / 2022 : The Righteous Gemstones : Amber Gemstone
- 2025 :  Paradise : Jessica Bradford, première dame des États-Unis

#### Téléfilms
- 2007 : Un Noël inattendu (An Accidental Christmas) de Fred Olen Ray : Kristine
- 2009 : Buzz de Bruce Hickey : Serena Zorn